# 雁部一浩
雁部 一浩（がんべ かずひろ、1955年 - ）は日本のピアニスト、作曲家。

## 経歴
1955年生まれ、2歳よりピアノを始め桐朋学園、「子供のための音楽教室」に学ぶ。東京理科大学理学部物理学科卒業。
在学中に室生犀星、石川啄木、八木重吉の詩による歌曲集を発表。平井康三郎の推薦で「詩と音楽の会」に参加し新作発表。畑中良輔監修『日本名歌曲集』では「ドイツリートの技法の精神をさらに深めた中で普遍性のある手法を日本の詩の中に求めている」と紹介された。
代表作は上記歌曲集の他、『ピアノのための幻想曲』、『ピアノ三重奏のためのロマンス』、『フルートとピアノの為のロマンスとソナチネ』、『2つのロマンス』作品29（ピアノのための）など。
ピアニストとしても活動し、各地でのリサイタルの他、室内楽、歌曲を含む多くの演奏会を行う。
CDは『クライスレリアーナ』『ヴィンテージ・ピアノアルバム』『毛利伯郎・雁部一浩ライヴアルバム』など多数。DVDには「雁部一浩ピアノリサイタル」がある。その作品と演奏は往年の巨匠オレグ・ボシュニアコーヴィチ（Oleg Boshnyakovich）、マックス・エッガー（Max Egger）からも高い評価を得た。
各誌に演奏論を執筆、多くの講演を行う。著書に『ピアノの知識と演奏』（音楽之友社 1991年）。2018年には「ピアノ芸術研究会」を発足。